# Tilakiella indica
Tilakiella indica — вид грибів, представник монотопивого роду Tilakiella з класу Dothideomycetes. Назва вперше опублікована 1973 року.